# Emanuele Pecorino
Emanuele Pecorino (Catania, 15 luglio 2001) è un calciatore italiano, attaccante del Südtirol in prestito dalla Juventus.

## Carriera

### Club
Ha iniziato a giocare a calcio con il Trinacria entrando poi a far parte del settore giovanile del Catania nel 2010. Nel marzo del 2019 è stato prestato al Milan per disputare il Torneo di Viareggio ed al suo rientro, il 7 aprile, ha debuttato in prima squadra nell'incontro di Serie C vinto 2-1 contro il Bisceglie. Nell'estate del 2019 è stato nuovamente prestato al Milan, questa volta per tutta la durata della stagione.
Rientrato a Catania, è stato promosso stabilmente in prima squadra ed il 9 novembre 2020 ha segnato il suo primo gol in carriera nel derby di Sicilia pareggiato 1-1 contro il Palermo. Il 2 febbraio 2021 è stato acquistato a titolo definitivo dalla Juventus, con cui ha firmato un contratto di quattro anni e mezzo venendo assegnato alla formazione Under-23, successivamente rinominata Juventus Next Gen.
Il 7 luglio 2023 è stato ceduto in prestito al Südtirol, dove ha debuttato in Serie B il 20 agosto nell'incontro pareggiato 3-3 contro lo Spezia; segna il primo goal in seconda divisione il 28 ottobre nella vittoria per 3-1 contro la Sampdoria. Il 9 agosto dell'anno successivo è passato con la stessa formula al Frosinone, sempre nella serie cadetta. Con i ciociari colleziona 20 presenze e 1 gol.
L'11 luglio 2025 viene ceduto nuovamente in prestito al Südtirol, fino al termine della stagione.

### Nazionale
Ha giocato con la nazionale italiana Under-20.

## Statistiche

### Presenze e reti nei club
Statistiche aggiornate al 10 maggio 2025.
| Stagione                 | Squadra                  | Campionato               | Campionato | Campionato | Coppe nazionali | Coppe nazionali | Coppe nazionali | Coppe continentali | Coppe continentali | Coppe continentali | Altre coppe | Altre coppe | Altre coppe | Totale | Totale | Totale |
| Stagione                 | Squadra                  | Comp                     | Pres       | Reti       | Comp            | Pres            | Reti            | Comp               | Pres               | Reti               | Comp        | Pres        | Reti        | Pres   | Reti   |        |
| ------------------------ | ------------------------ | ------------------------ | ---------- | ---------- | --------------- | --------------- | --------------- | ------------------ | ------------------ | ------------------ | ----------- | ----------- | ----------- | ------ | ------ | ------ |
| 2018-2019                | Catania                  | C                        | 1          | 0          | CI+CI-C         | 0               | 0               | -                  | -                  | -                  | -           | -           | -           | 1      | 0      |        |
| 2020-gen. 2021           | Catania                  | C                        | 14         | 5          | CI              | 1               | 0               | -                  | -                  | -                  | -           | -           | -           | 15     | 5      |        |
| Totale Catania           | Totale Catania           | Totale Catania           | 15         | 5          |                 | 1               | 0               |                    | -                  | -                  |             | -           | -           | 16     | 5      |        |
| gen.-giu. 2021           | Juventus Next Gen        | C                        | 2          | 1          | -               | -               | -               | -                  | -                  | -                  | -           | -           | -           | 2      | 1      |        |
| 2021-2022                | Juventus Next Gen        | C                        | 23         | 2          | CI-C            | 2               | 0               | -                  | -                  | -                  | -           | -           | -           | 25     | 2      |        |
| 2022-2023                | Juventus Next Gen        | C                        | 26         | 6          | CI-C            | 6               | 0               | -                  | -                  | -                  | -           | -           | -           | 32     | 6      |        |
| Totale Juventus Next Gen | Totale Juventus Next Gen | Totale Juventus Next Gen | 51         | 9          |                 | 8               | 0               |                    | -                  | -                  |             | -           | -           | 59     | 9      |        |
| 2023-2024                | Südtirol                 | B                        | 26         | 4          | CI              | 0               | 0               | -                  | -                  | -                  | -           | -           | -           | 26     | 4      |        |
| 2024-2025                | Frosinone                | B                        | 19         | 1          | CI              | 1               | 0               | -                  | -                  | -                  | -           | -           | -           | 20     | 1      |        |
| 2025-2026                | Südtirol                 | B                        | -          | -          | CI              | -               | -               | -                  | -                  | -                  | -           | -           | -           | -      | -      |        |
| Totale Südtirol          | Totale Südtirol          | Totale Südtirol          | 26         | 4          |                 | 0               | 0               |                    | -                  | -                  |             | -           | -           | 26     | 4      |        |
| Totale carriera          | Totale carriera          | Totale carriera          | 111        | 19         |                 | 10              | 0               |                    | -                  | -                  |             | -           | -           | 121    | 19     |        |

### Cronologia presenze e reti in nazionale
| Cronologia completa delle presenze e delle reti in nazionale ― Italia under 20 | Cronologia completa delle presenze e delle reti in nazionale ― Italia under 20 | Cronologia completa delle presenze e delle reti in nazionale ― Italia under 20 | Cronologia completa delle presenze e delle reti in nazionale ― Italia under 20 | Cronologia completa delle presenze e delle reti in nazionale ― Italia under 20 | Cronologia completa delle presenze e delle reti in nazionale ― Italia under 20 | Cronologia completa delle presenze e delle reti in nazionale ― Italia under 20 | Cronologia completa delle presenze e delle reti in nazionale ― Italia under 20 |
| Data                                                                           | Città                                                                          | In casa                                                                        | Risultato                                                                      | Ospiti                                                                         | Competizione                                                                   | Reti                                                                           | Note                                                                           |
| ------------------------------------------------------------------------------ | ------------------------------------------------------------------------------ | ------------------------------------------------------------------------------ | ------------------------------------------------------------------------------ | ------------------------------------------------------------------------------ | ------------------------------------------------------------------------------ | ------------------------------------------------------------------------------ | ------------------------------------------------------------------------------ |
| 12-10-2021                                                                     | Frosinone                                                                      | Italia under 20                                                                | 1 – 1                                                                          | Portogallo under 20                                                            | Torneo Otto Nazioni                                                            | -                                                                              | 75’                                                                            |
| Totale                                                                         |                                                                                | Presenze                                                                       | 1                                                                              |                                                                                | Reti                                                                           | 0                                                                              |                                                                                |